# Grana Padano

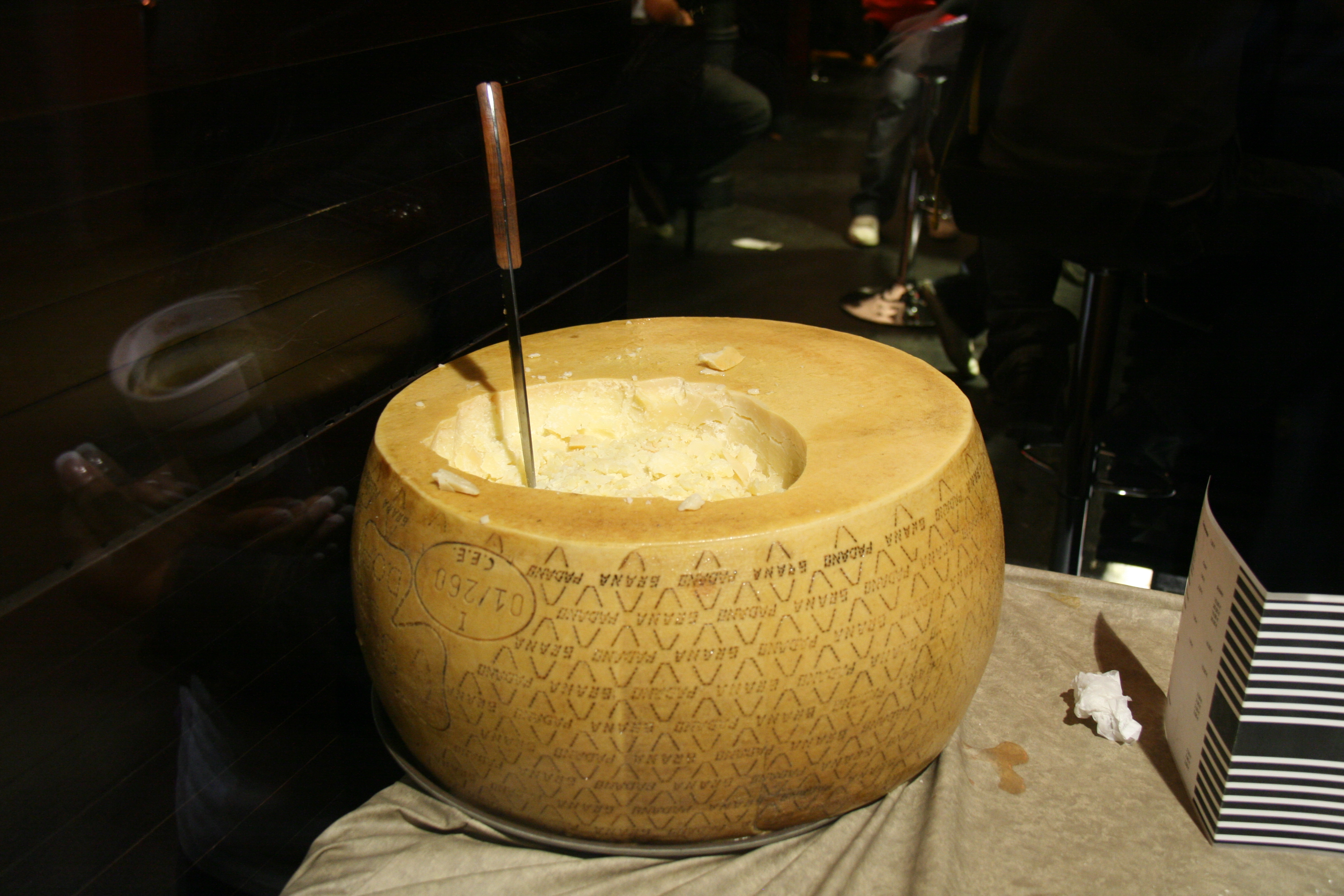
Un Grana Padano escarbado.

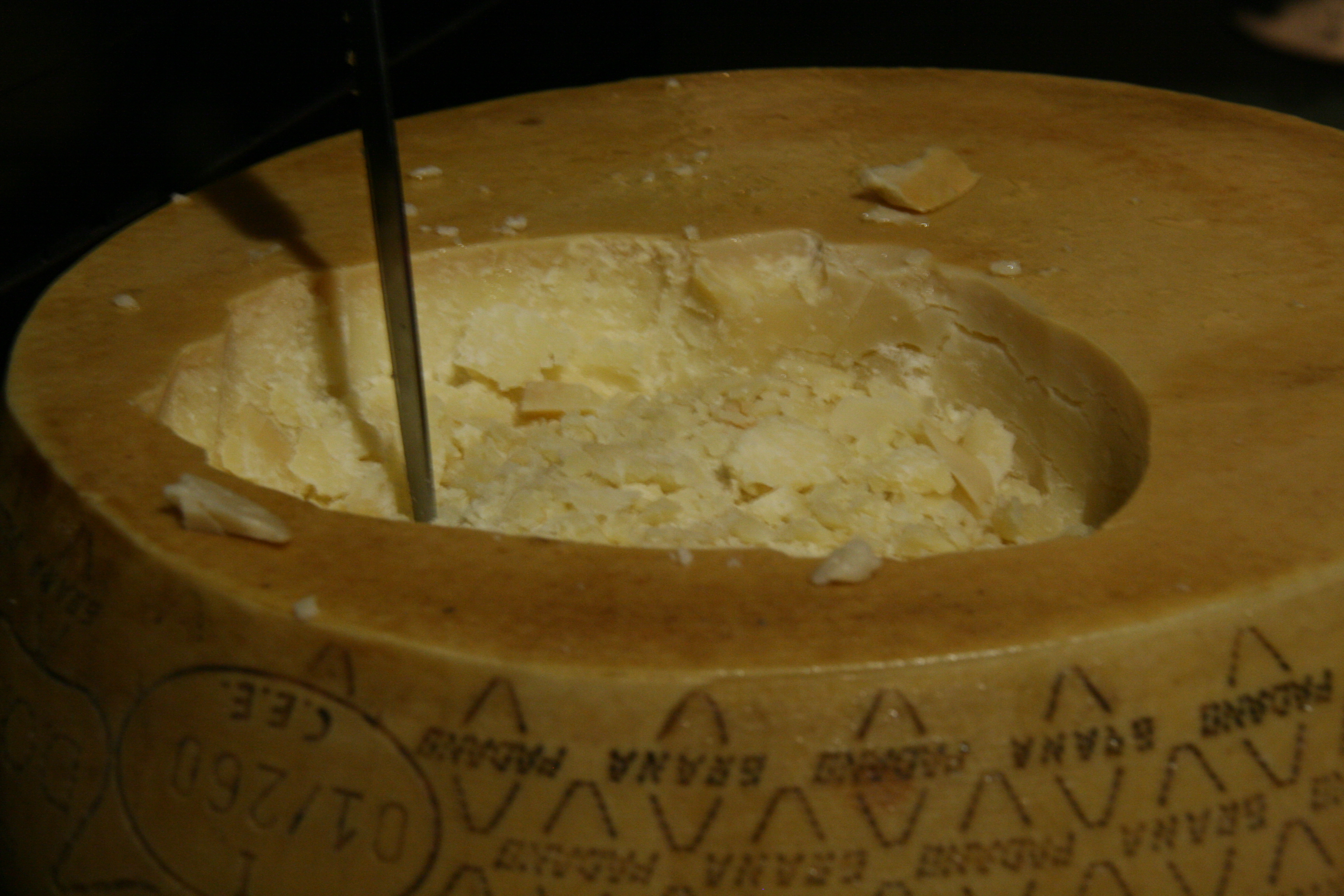
Un Grana Padano escarbado (detalle).

El Grana Padano es un queso italiano con denominación de origen protegida de la UE (protegida a nivel europeo) y Denominazione di Origine Controllata en italiano. El nombre proviene del término grana («granos»), que se refiere a su distintiva textura granulosa; y el adjetivo Padano, que se refiere a la llanura padana, el valle del río Po, que es donde se produce.

## Historia
Grana Padano fue creado por los monjes cistercienses de Chiaravalle que usaban queso curado como una forma de conservar los excedentes de leche. Se ha producido desde el siglo XII. Para el año 1477, era considerado como uno de los quesos más famosos de Italia. 
El Consorzio del Grana Tipico nació en 1928. Su diferenciación legal con el parmesano viene del Convenio de Stresa (1951), tratado sobre el Uso de Denominaciones de Origen y Denominaciones de Quesos. Se reconocieron como quesos diferentes el queso Grana Lodigiano, que sucesivamente se denominará «Grana Padano» y el «Parmigiano-Reggiano». Actualmente, el Grana Padano se realiza en las regiones de Emilia-Romaña, Lombardía, Piamonte, Trentino-Alto Adigio y Véneto. Su producción y calidad son supervisadas por el Consejo Regulador del queso Grana Padano (Consorzio per la Tutela del Formaggio Grana Padano), que se encuentra en el norte de Italia, para garantizar el auténtico queso tradicional.

## Elaboración
Como el Parmigiano Reggiano, el Grana Padano es un queso semi-graso curado lentamente, hasta dos años. Se produce cuajando la leche de vacas alimentadas básicamente con hierbas forrajeras. Las vacas son ordeñadas dos veces al día, se deja reposar la leche y luego se desnata parcialmente por el sistema de afloración. Se produce a lo largo de todo el año y la calidad puede variar según las estaciones y el año. 

## Características
Una rueda de grana padano es cilíndrica, con lados ligeramente convexos o casi rectos y caras planas. Mide de 35 a 45 centímetros de diámetro, y entre 15 y 18 de alto. Pesa entre 24 y 40 kilos. La corteza, que es delgada, es blanca o amarillo paja.
Es un queso descremado, semigraso, de pasta dura. La textura es finamente granulada, sin apenas ojos. Resulta extremadamente seco y compacto - si es viejo-, rompiendo en forma de escama. Para lograr las astillas de este queso se usa un cuchillo espátula específico que no modifica su estructura. La pasta es de color amarillo marfil oscuro. Presenta un olor fragante y característico. El sabor es intenso, ligeramente picante y extremadamente gustoso. 
Puede usarse como ingrediente de diversos platos de cocina mediterránea. Se puede consumir en escamas o rallado, desde los entremeses al postre. Marida con vino blanco y tinto.

## Denominación de origen
El queso Grana Padano junto con otros quesos italianos, cuenta con reconocimiento del gobierno italiano como denominación de origen desde 1955. A nivel internacional, cuenta con registro como denominación de origen, conforme al Sistema de Lisboa, ante la Organización Mundial de la Propiedad Intelectual, desde el 13 de junio de 1969. El 21 de junio de 1996, obtuvo registro como Designación de Origen Protegida (PDO) ante la Unión Europea.